# おいでよ!コンビニ
『おいでよ!コンビニ』（原題：와라! 편의점、英題：Welcome to Convenience Store）は、チ・ガンミン（지강민）による韓国の漫画作品。またはそれを原作としたアニメ、ゲームなどの作品群のことを指す。
韓国では、ウェブコミックとして2008年2月から配信、同年にソウル国際マンガ・アニメーション映画祭で優秀賞と人気賞を受賞、2008年10月23日に単行本で初出版され、ウェブコミックでの連載は2014年5月21日の600話を最後に終了。全24話のテレビアニメがMBS等で放映された。韓国のセブンイレブンでは「おいでよ!コンビニ」キャラクターデザインの商品を販売。また、NAVERで2012年2月からパソコンゲームとして配信、10週間で30万人の会員を集め、2014年4月時点では59万人の会員を有する利用者1位の人気ゲーム。さらに2014年2月25日からはモバイルゲーム版も配信されており、こちらはカカオトーク連動で運営されている。
日本では、パソコンゲームとして2013年4月23日から順次PlayGOM・mixiゲーム・Yahoo!モバゲーで配信され、配信元のGRETECH JAPANが提供するGOM Player内でも大々的に宣伝されていた。ゲームは2014年6月30日にサービス終了。ウェブコミックとして2011年12月15日からLINE マンガで毎週木曜日に配信されている。

## パソコンゲーム

### 概要
コンビニ経営ブラウザゲーム。基本プレイ無料、一部アイテムは課金。プレイヤーはコンビニ「おいでよ!ストア」のオーナーとなって店舗を経営、商品を販売したり友達と交流しながらオリジナルのコンビニ作りが楽しめる。店員は、初期状態では店長1人のみ、レベルが上がるにつれて、かおる、順平、雅子の順に追加することが可能。ウェブコミック版から一部設定を変更している。

### 主要登場人物
かおる / 김혜연
声 - 鳴海なのか
23歳。おいでよ!ストアのバイトの大学生。しっかり者。タバコを買いにくる未成年に厳しい。
順平（じゅんぺい）/ 강민준
声 - 羽根光祐
20歳。おいでよ!ストアのバイトのフリーター。なぜか男にモテる。
雅子（まさこ）/ 임은아
声 - 水川秋穂
17歳。おいでよ!ストアのバイトの女子高生。おっちょこちょいだけど明るい性格。数字に弱い。
店長（てんちょう）/ 박점장
声 - 佐久間和明
40代。女性アイドルグループが大好きな2人の子供の父。マイペースで人の話は聞かず、いつも適当に流している。

## ウェブコミック

### 概要
コンビニ「フレンドマート」で起きるさまざまなエピソードを描いた、本格バラエティーコンビニ漫画。1話完結。パソコンゲーム版とは一部設定が異なる。

### 登場人物
かおる （김혜연）
24歳。フレンドマートのアルバイトで、昼間担当。アルバイト3人組の中では最年長で、バイト歴も最長。そのためか、アルバイトスキルが最も高い。
順平（じゅんぺい、 강민준）
21歳。フレンドマートのアルバイトで、夜間担当。アルバイト3人組の中ではただ1人の男。なぜか男にモテる。
雅子（まさこ、 임은아）
女子高生。フレンドマートのアルバイトで、夕方担当。文句が多くナイーブで、数字の計算に弱い。
店長（てんちょう）
45歳。フレンドマートの店長。女性アイドルグループが好き。